# Region Albula
Region Albula (niem. Region Albula) – jednostka administracyjna w Szwajcarii, w kantonie Gryzonia. Powstała 1 stycznia 2016. Powierzchnia regionu wynosi 683,51 km², zamieszkany jest przez 8080 osób (31 grudnia 2022). Siedziba administracyjna regionu znajduje się w miejscowości Albula/Alvra. 

## Gminy
W skład regionu wchodzi sześć gmin: 
| Gminy regionu Albula | Gminy regionu Albula | Gminy regionu Albula      | Gminy regionu Albula | Gminy regionu Albula |
| Herb                 | Nazwa gminy          | Ludność (31 grudnia 2020) | Powierzchnia km²     |                      |
| -------------------- | -------------------- | ------------------------- | -------------------- | -------------------- |
| Albula/Alvra         | Albula/Alvra         | 1 295                     | 93,93                |                      |
| Bergün Filisur       | Bergün Filisur       | 919                       | 190,14               |                      |
| Lantsch/Lenz         | Lantsch/Lenz         | 560                       | 21,81                |                      |
| Schmitten            | Schmitten            | 222                       | 11,35                |                      |
| Surses               | Surses               | 2 377                     | 323,77               |                      |
| Vaz/Obervaz          | Vaz/Obervaz          | 2 802                     | 42,51                |                      |

## Zmiany administracyjne
- 1 stycznia 2015
  - utworzenie gminy Albula/Alvra  gmin Alvaneu, Alvaschein, Brienz/Brinzauls, Mon, Surava, Stierva i Tiefencastel
- 1 stycznia 2016
  - utworzenie gminy Surses z gmin Bivio, Cunter, Marmorera, Mulegns, Riom-Parsonz, Salouf, Savognin, Sur i Tinizong-Rona
- 1 stycznia 2018
  - utworzenie gminy Bergün Filisur z gmin Bergün/Bravuogn i Filisur